# Joaquín Berthold
Joaquín Berthold (Argentína, 1980. március 16. –) argentin színész. 
2009-ben Lucky Luke-ot alakította az azonos című argentin-francia westernben. 2012-től a Violetta televíziós sorozatban Matias LaFontaine-t alakítja.

## Filmográfia
- 2008: La Traque
- 2009: Lucky Luke
- 2010: Terra ribelle (televíziós sorozat)
- 2010: Para vestir santos (televíziós sorozat)
- 2012: El amigo alemán
- 2012-től: Violetta
- 2017-től: Soy Luna-Gery